# VfR Mannheim
Der Verein für Rasenspiele Mannheim 1896 e. V. ist ein Sportverein aus Mannheim mit rund 1100 Mitgliedern. Bekannt ist der VfR vor allem durch seine Fußballabteilung, die 1949 Deutscher Meister wurde und als erster Verein die neu eingeführte Meisterschale des DFB erhielt. Früher gab es noch weitere erfolgreiche Abteilungen, u. a. für Feldhandball und Baseball. Die Vereinsfarben sind die Farben der Stadt Mannheim, Blau-Weiß-Rot.
Der VfR Mannheim ist der einzige Verein der alten Bundesländer, der nach dem Zweiten Weltkrieg Deutscher Meister wurde, aber nie in der 1963 gegründeten Bundesliga spielte. Es gab oft Diskussionen über eine Fusion zwischen dem VfR und SV Waldhof Mannheim, doch immer wieder scheiterten Bestrebungen an den unterschiedlichen Vereinskulturen und letzten Endes auch an wechselseitigen Animositäten, zuletzt im Jahr 2002.

## Geschichte

### Gründung

Der älteste Vorgängerverein, die Mannheimer FG 1896, im Jahr 1899.

Der VfR Mannheim ging am 2. November 1911 aus einer Fusion der Vereine Mannheimer Fußball-Gesellschaft 1896, Mannheimer Fußball-Club Viktoria 1897 und Union VfB Mannheim 1897 (bis 22. Januar 1908 Mannheimer Fußball-Gesellschaft Union 1897) hervor. Die drei Vorgängervereine des VfR zählten zu den Fußballpionieren in Süddeutschland und trugen ihre Spiele auf dem Mannheimer Exerzierplatz aus, der jeden Sonntag für fußballerische Aktivitäten zur Verfügung stand.
Die Mannheimer Fußball-Gesellschaft 1896 (Vereinsfarben Schwarz-Rot) wurde im Frühjahr 1896 durch Schüler der Realschule, des Realgymnasiums und Absolventen beider Schulen gegründet. Im ersten Jahr sind nur zwei Spiele ausgetragen worden. Im Oktober 1897 war die MFG Gründungsmitglied im Verband Süddeutscher Fußball-Vereine. Bereits im August 1897 gründeten ehemalige Aktive der nur kurzzeitig bestehenden Vereinigung Mannheimer Fußballspieler den Mannheimer Fußball-Club Viktoria 1897 (Gelb-Rot). Als dritter und letzter Verein gründete sich am 6. November 1897 die Mannheimer Fußball-Gesellschaft Union 1897 (Schwarz-Blau). 1899 gewann die Mannheimer FG die Meisterschaft des Mannheimer Fußball-Bunds und nahm bereits seit der Jahrhundertwende an den Meisterschaften des Verbands Süddeutscher Fußball-Vereine teil, hier konnte 1910 und 1911 die Meisterschaft des Westkreises gewonnen werden. Alle drei Vereine waren 1900 Gründungsmitglied des Deutschen Fußball-Bunds. Zum 1. September 1908 schloss sich der Mannheimer SC Germania dem jetzt Union VfB genannten Verein an. Ende 1911 vereinigten sich diese drei Vereine zum Verein für Rasenspiele Mannheim. 1912/13 und 1913/14 gewann der VfR die Meisterschaft im Westkreis des Verbands Süddeutscher Fußball-Vereine.
In den 1920er-Jahren kämpften der VfR, der vor Ort als populärer angesehene SV Waldhof und Phönix Mannheim um die lokale Vorherrschaft. 1925 errang der VfR als einziges Mannheimer Team jemals die Süddeutsche Meisterschaft. Die Rasenspieler standen nach 24 Spielen und einem Punkteverhältnis von 24:4 an der Spitze der Bezirksliga Rhein und qualifizierten sich für die Endrunde um die Süddeutsche Meisterschaft. Dort traf die Mannschaft des VfR Mannheim auf den 1. FC Nürnberg, die Stuttgarter Kickers, den FSV Frankfurt und den SV Wiesbaden. Nach acht Spielen und 12:4 Zählern kam der VfR Mannheim auf dem ersten Rang, sicherte sich somit den Titel und schaffte darüber hinaus die erstmalige Qualifikation für die deutsche Meisterschaft. Mit im Meisterkader war unter anderem der spätere Bundestrainer Sepp Herberger. Neben ihm standen mit Alfred Au, Kurt Meißner, Hans Fleischmann und Karl Höger noch vier weitere Nationalspieler im Kader des VfR Mannheim. Bei der daraufhin ausgetragenen deutschen Meisterschaft verlor die Mannschaft des VfR Mannheim jedoch mit 1:4 gegen TuRU Düsseldorf und schied bereits im Achtelfinale aus. Als ab 1933 die Gauligen die oberste Spielklasse bildeten, setzte sich auch auf badischer Ebene der Konkurrenzkampf zwischen VfR und dem SVW fort: In der Gauliga Baden gewannen beide Vereine jeweils fünf Mal die Meisterschaft. Deutschlandweit konnte sich aber keiner der beiden entscheidend durchsetzen.

### Nach 1945

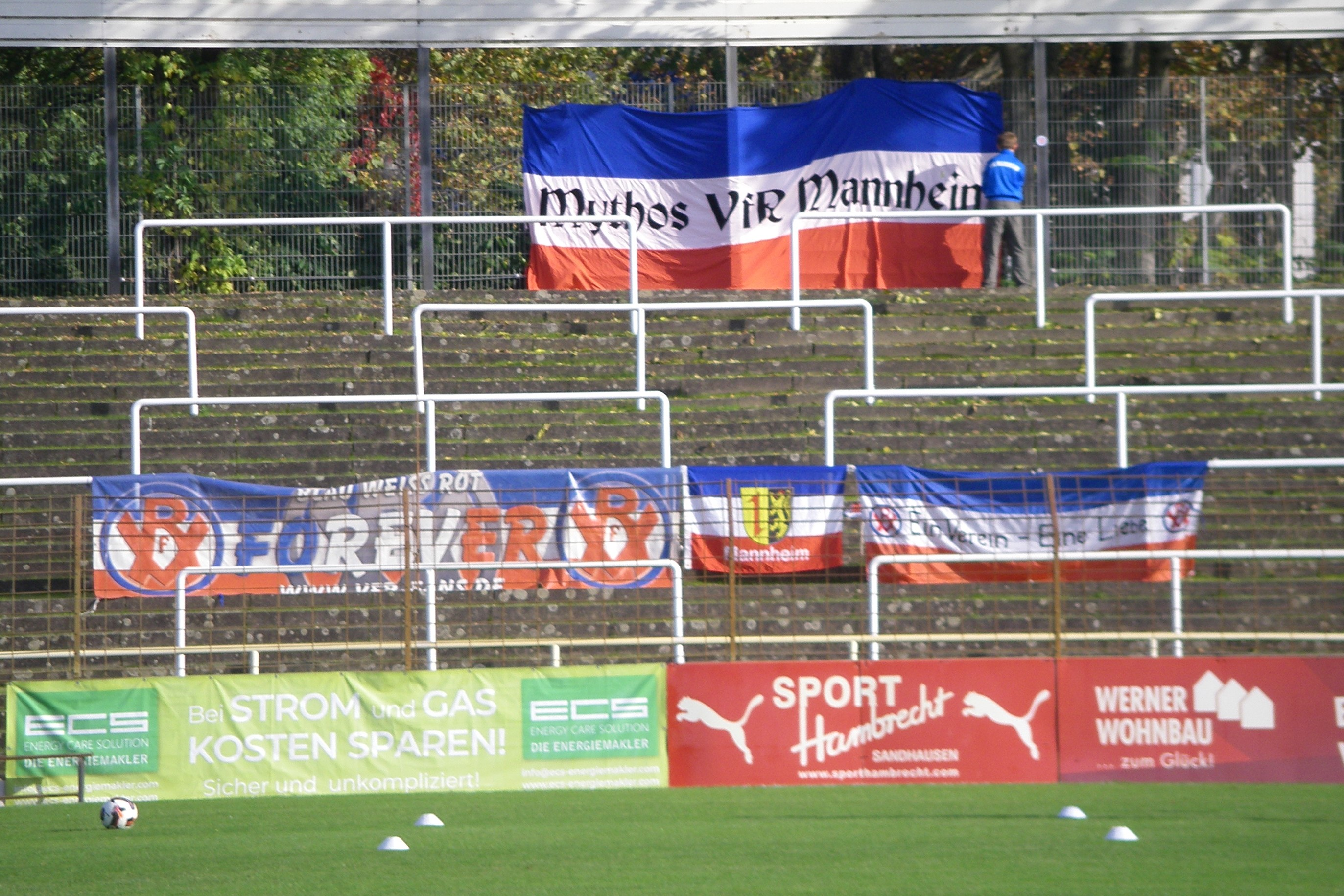
Fanbanner der Supporter des VfR Mannheim, 2024

Ab 1945 spielte der VfR in der damals erstklassigen Oberliga Süd. Der zweite Platz der Saison 1948/49 qualifizierte für die Endrunde um die deutsche Meisterschaft. Dort setzte sich der VfR mit 5:0 gegen den Hamburger SV und mit 2:1 gegen Kickers Offenbach durch.
Im Finale der deutschen Meisterschaft 1949 – der „Hitzeschlacht“ von Stuttgart – am 10. Juli 1949 siegte der VfR im Stuttgarter Neckarstadion gegen Borussia Dortmund, prominentester Spieler dort wohl Alfred Preißler, vor 92.000 Zuschauern mit 3:2 nach Verlängerung.
Folgende elf Spieler bildeten die siegreiche Mannschaft, die von „Bumbes“ Schmidt trainiert wurde: Hermann Jöckel – Eugen Rößling, Philipp Henninger – Jakob Müller, Kurt Keuerleber, Rudi Maier – Fritz Bolleyer, Ernst Langlotz, Ernst Löttke, Kurt Stiefvater, Rudolf de la Vigne. Fünf von ihnen (Henninger, Jöckel, Langlotz, Müller und de la Vigne) waren während des Zweiten Weltkriegs im selben kanadischen Kriegsgefangenenlager interniert, weshalb sie beim VfR den Beinamen „die Kanadier“ bekamen.
Die Tore für den VfR schossen zweimal Löttke und Langlotz, für Dortmund traf zweimal Erdmann. Der VfR Mannheim erhielt als erster Verein die neue Meisterschale des DFB.
In der Saison 1955/56 gelang dem VfR noch einmal ein beachtlicher dritter Platz in der Oberliga. In der letzten Oberliga-Saison wurde der VfR 12. und zählte letztendlich nicht zu den fünf Vereinen aus dem Süden, die sich für die 1963 startende Bundesliga qualifizierten.
In der Ewigen Tabelle der Oberliga Süd belegt der VfR Mannheim als einer von nur sieben Vereinen, die alle 18 Saisonen in der Liga vertreten waren, zwischen dem FC Bayern und der SpVgg Fürth den siebten Rang. Lokalrivale SV Waldhof, der nur 12 Saisons dabei war, kam auf den 12. Platz.
In der zweitklassigen Regionalliga Süd behauptete sich der VfR zunächst im oberen Mittelfeld, nach der achten Saison 1970/71 stand der Verein aber auf dem 16. Platz unter 19 Teilnehmern und folgte dem bereits in der Vorsaison abgestiegenen SV Waldhof in die Drittklassigkeit. 1972 stiegen die Waldhofer wieder auf und ein Jahr später gelang dies auch dem VfR. Das war zur Saison 1973/74, nach welcher die bisher fünfgeteilte Regionalliga einer nurmehr zweigleisigen Zweiten Bundesliga weichen musste. Der VfR wurde 13. und qualifizierte sich, neben den Lokalrivalen, die siebte wurden, für die neue Liga. Dort stieg der VfR als 20. und Letzter aber umgehend ab.
Der VfR hielt sich bis 2002 ununterbrochen in der Drittklassigkeit. Finanzielle Schwierigkeiten führten dann zum Lizenzentzug. 2004 konnte der VfR wieder von der fünften in die vierte Liga aufsteigen.
Zum Ende der Saison 2009 stieg der VfR in die nunmehr nur noch sechstklassige Verbandsliga Baden ab. 2011 stieg die Mannschaft in die Oberliga Baden-Württemberg auf, aus der sie jedoch 2015 wieder in die Verbandsliga Baden abstieg.
2023 gelang der Wiederaufstieg in die Oberliga.

## Spielstätten
Die traditionelle Spielstätte des VfR Mannheim war das Stadion an den Brauereien an der Käfertaler Straße im Stadtteil Wohlgelegen. Dort hatte bereits die Mannheimer FG 1896, einer der Vorgängervereine des VfR, ihre Spielstätte. 1959 musste diese Sportanlage der Erweiterung der Eichbaum-Brauereien weichen. Seither ist der VfR im Stadtteil Oststadt beheimatet, wo er seit 1971 im Rhein-Neckar-Stadion spielt.

## Nachwuchsarbeit und Soziales Engagement
Mit knapp 1000 Kindern und Jugendlichen weist der VfR Mannheim eine der größten Nachwuchsabteilungen aller Fußballvereine in der Rhein-Neckar Region auf. Seit dem 24. September 2017 verfügt das VfR-Nachwuchszentrum über zwei neue und moderne Kunstrasenplätze, um den derzeit 25 Mannschaften auch die notwendigen Kapazitäten zur Durchführung ihrer Trainingseinheiten und Spiele zu geben. Einen weiteren Grad der Professionalisierung stellt die Verpflichtung von bereits lizenzierten Trainern im Jugend- und Nachwuchsbereich dar.
Seit 2015 gibt es zwischen dem VfR und Mannheimer Schulen im Rahmen des Projektes „Schule und Verein“ eine Kooperation, für die der VfR Mannheim im März 2023 in Berlin als Gewinner in dieser Kategorie mit dem Sepp-Herberger-Award ausgezeichnet wurde. Diese Zusammenarbeit konnte im Laufe der Jahre stetig ausgebaut werden. Ab Sommer 2021 steht der VfR mit 15 Schulen und vier Kindergärten unter Vertrag. Seit 2018 bietet der Verein die Möglichkeit an, ein freiwilliges soziales Jahr, den Bundesfreiwilligendienst oder ein Praktikum beim VfR abzuhalten. Die Freiwilligendienstler werden unter anderem an die Kooperationsschulen geschickt, unterstützen die Lehrkräfte beim Unterricht oder halten eigene AGs ab. Während den Schulferien bietet der VfR selbst organisierte Trainings-Camps auf dem vereinseigenen Gelände an.
Der VfR Mannheim beteiligt sich im Bundesprogramm „Integration durch Sport“ (IdS) und ist seit März 2020 auch offiziell ein vom DOSB ausgezeichneter IdS-Stützpunkt. Des Weiteren unterstützt der unabhängige und selbstständige Förderverein »Soccer-Kids« des VfR Mannheim die Jugendabteilung. Ziel des Fördervereins ist es einerseits die Trainingsqualität und Trainingsbedingungen innerhalb der Nachwuchsabteilung zu verbessern, andererseits aber auch die Persönlichkeitsentwicklung der Heranwachsenden zu fördern. So sollen Kinder und Jugendliche mit Migrationshintergrund bei der Integration unterstützt werden. Der VfR Mannheim ist Unterzeichner der Berliner und Mannheimer Erklärung und setzt sich somit für Vielfalt, Toleranz und Respekt ein.
Seit dem Semester 2020/21 bietet der VfR Mannheim einen dualen Studienplatz an, mit dem Ziel einen Abschluss als Bachelor in Sportmanagement zu erreichen. Zudem ist der VfR Mannheim seit Sommer 2021 als Ausbildungsbetrieb bei der IHK Rhein Neckar registriert und bietet einen Ausbildungsplatz als Kaufmann/Kauffrau für Büromanagement an.
Ab dem Schuljahr 2025/26 baut der VfR Mannheim sein soziales Engagement weiter aus und bietet mit dem Projekt „Monnem hält zsomme“ Kindern im Grundschulalter ein kostenloses Förderprogramm, das im Anschluss an den Schulunterricht auf dem VfR-Vereinsgelände stattfindet. Neben der Vermittlung der ganz besonderen Werte des Vereinslebens geht es dabei u. a. um schulische Unterstützung und körperlichen Ausgleich zum Schulalltag. Im Rahmen einer Förderung durch die Aktion ProCent der Mercedes-Benz AG konnte für die Durchführung des Projekts ein 9-Sitzer Bus angeschafft werden. „Monnem hält zsomme“ ist einer der Preisträger 2025 in der Förderkategorie „Soziale Kompetenz“ der Sportstiftung des Württembergischen Landessportbundes.

## Wappenhistorie

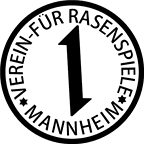
1911–1945
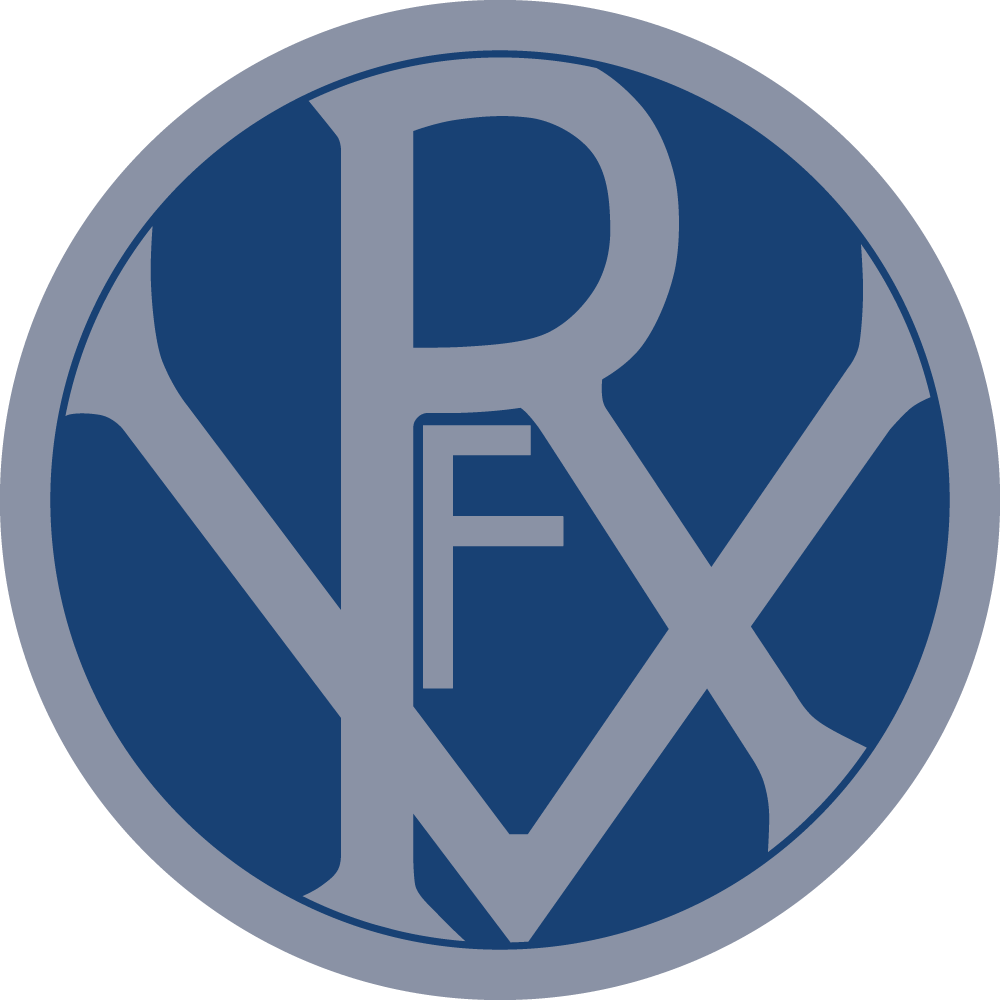
1930er (Kurmark)
1945–1958
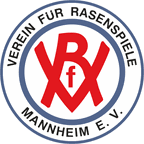
1958–1973
1973–2019
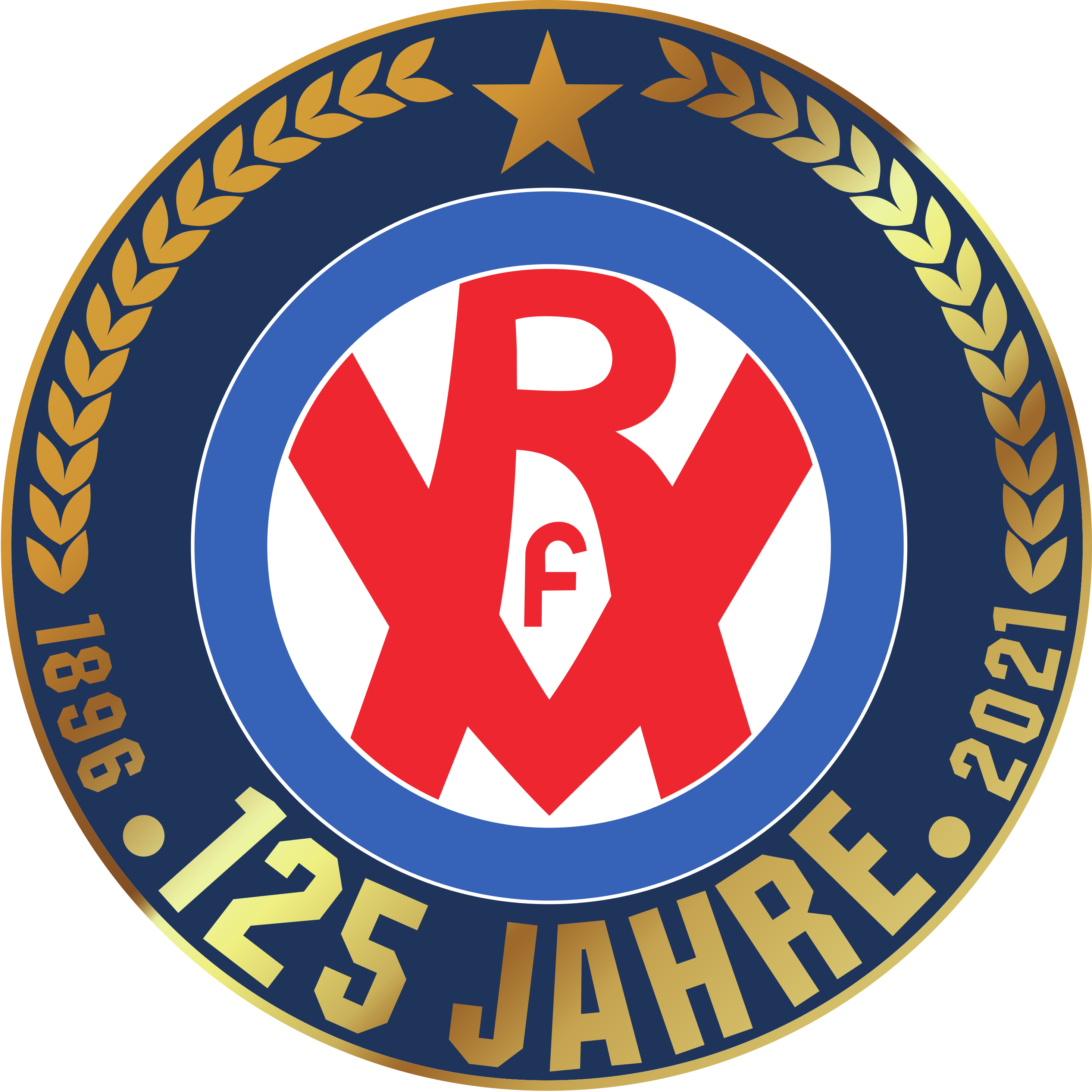
VfR Mannheim Logo zum 125-jährigen Jubiläum

## Bekannte Spieler
| - Hans Arnold - Alfred Au - Werner Baßler - Rudolf Bast - Klaus Beckfeld - Hans Benzler - Albert Conrad - Dietmar Danner - Walter Danner - Peter Diringer - Hermann Freiländer - Hans Fleischmann | - Stephan Groß - Philipp Henninger - Sepp Herberger - Karl Höger - Willi Hutter - Markus Kranz - Hans Kraus - Kurt Langenbein - Ernst Langlotz - Anton Lutz - Alex Meier - Kurt Meißner | - Ernst-Otto Meyer - Jakob Müller - Otto Nerz - Wolfgang Platz - Michael Rechner - Günter Rehbein - Oskar Rohr - Philipp Rohr - Eugen Rößling - Franz Schäffner - Jürgen Schieck - Klaus Schmidt | - Heinz Schmitt - Lorenz Schmitt - Kurt Schreiner - Jürgen Schult - Gerd Störzer - Karl Striebinger - Marcus Sorg - Rainer Ulrich - Karl Vetter - Rudolf de la Vigne - Wolfgang Wolf | Andrew Wooten Alexander Esswein |

## Erfolge

### Baseball
Die ersten Erfolge feierte die Baseballmannschaft des VfR durch das Erzielen der deutschen Baseballmeisterschaften 1965, 1966 und 1970. Da in den 1970ern, bis Anfang der 1980er-Jahre der Ligabetrieb in Deutschland zum Erliegen kam, löste sich auch die Baseball-Abteilung des VfR auf. Im Jahr 1980 gründeten Claus T. Helmig und Norbert Jäger, die diesem Sport immer treu geblieben waren, gemeinsam erneut eine Baseball-Abteilung beim VfR, die offiziell die VfR-Amigos hießen, auf. Auch die Amigos konnten mit dem Gewinnen der deutschen Baseballmeisterschaften 1983 und 1992 an die Erfolge, die der VfR in dieser Sportart schon vorweisen konnte, anknüpfen.
- Deutscher Baseballmeister (5): 1965, 1966, 1970, 1983, 1992

### Fußball
- Deutscher Fußballmeister (1): 1949
- Süddeutscher Fußballmeister (1): 1925
- Süddeutscher Fußballpokalsieger (1): 1959
- Deutscher Amateurvizemeister (1): 1996
- BFV-Pokalsieger (3): 1972, 1997, 2001
- Schwarzwaldpreis: 1941
- Rang 4 in der Ewigen Tabelle der Fußball-Oberliga Baden-Württemberg

### Handball
- Deutscher Frauenhandballmeister Großfeld (3): 1939, 1941
- Deutscher Frauenhandballmeister Kleinfeld 1972
- Aufstieg in die Handball-Bundesliga (Frauen) 1975
- Vizemeister Regionalliga Süd 1975
- Aufstieg in die Regionalliga Frauen (1. Liga) 1971
- Badischer Meister (2. Liga) 1970, 1971